# Национальная историческая комиссия Филиппин

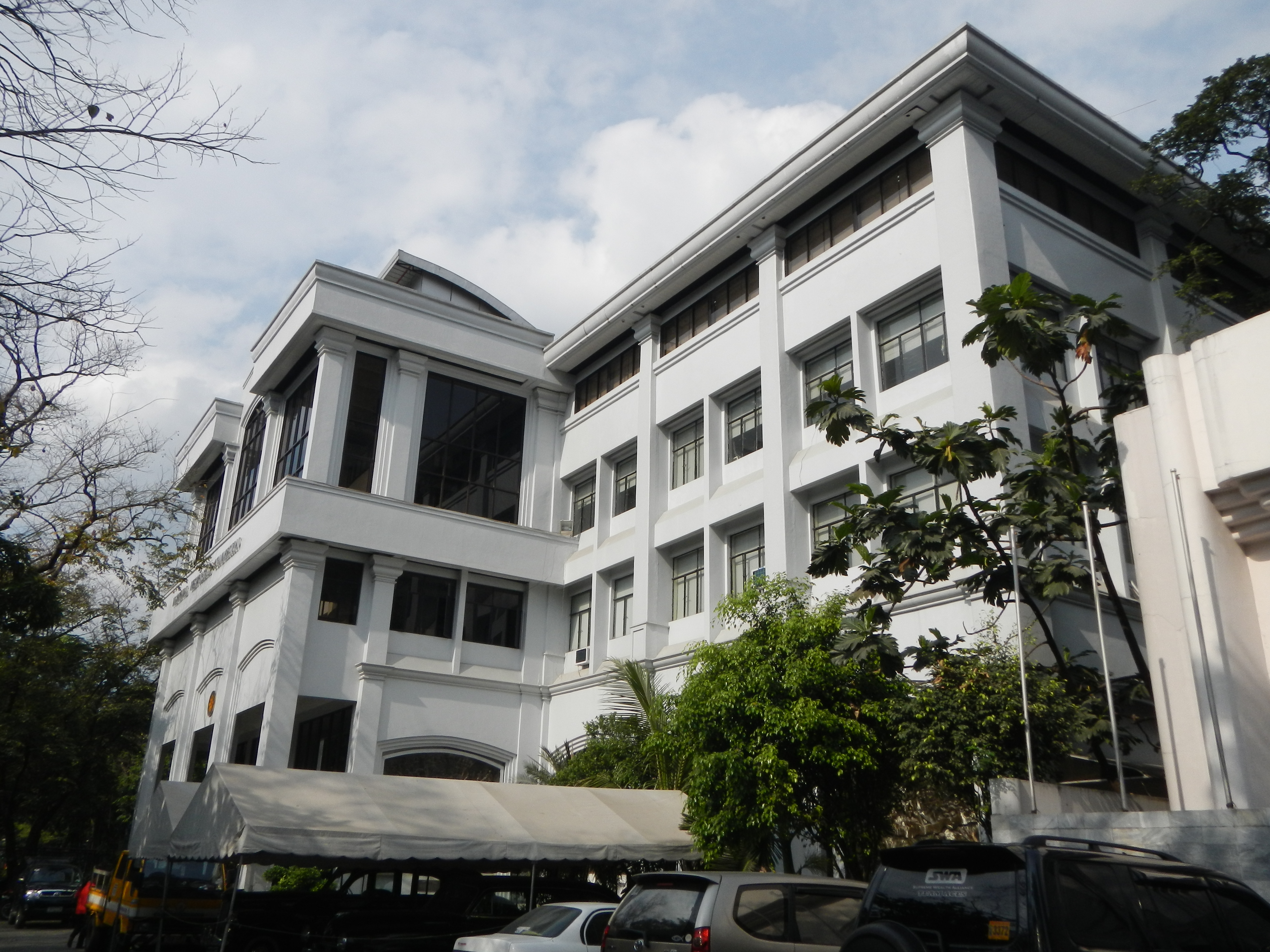
Здание Национальной исторической комиссии Филиппин, Манила

Национальная историческая комиссия Филиппин (филипп. Pambansang Komisyong Pangkasaysayan ng Pilipinas, NHCP) — государственное учреждение правительства Филиппин. Целью комиссии является исследование истории страны, сохранение, управление памятниками культуры и истории и распространение знаний об истории Филиппин. Комиссия также занимается пропагандой, возвеличивающей поступки и идеи личностей, внёсших значительный вклад в развитие страны. Административное здание организации располагается в Маниле в пределах парка Хосе Рисаля и соседствует со зданием Национальной библиотеки и архивов Филиппин. 

## История
Современная Национальная историческая комиссия была основана в 1972 году во время реорганизации правительства, которое совершил президент Фердинанд Маркос после своего прихода к власти. Предшествующей организацией, занимавшейся историей страны, был Комитет филиппинского исторического исследования (Philippine Historical Research and Markers Committee, PHRMC), который был основан американским Островным правительством в 1932 году. Этот Комитет создал американский генерал-губернатор Фрэнк Мерфи своим указом № 451. По его решению Комитет должен стал первичной государственной инстанцией, которая занималась сохранением исторических артефактов по истории Филиппин. Комитет состоял из американского журналиста Уолтера Робба (Walter Robb), который был назначен председателем и американского учёного-антрополога Генри Отли Байера (Otley Beyer), который позднее стал известен как основатель филиппинской антропологии. В состав Комитета также входили испанский иезуит Мигель Сельга, декан Университета филиппинского инженерного колледжа Эдвард Гайд (Edward Hyde) и филиппинские учёные Хайме Вейра, Конрадо Бенитес и Эулохио Родригес.
В 1935 году после создания Филиппинского содружества Комитет филиппинского исторического исследования был преобразован в Филиппинский исторический комитет (Philippines Historical Committee, PHC), который взял на себя функции предшествующей организации. Целью этой организации также являлся сбор исторических артефактов и покупка их у частных лиц. В послевоенные годы Филиппинский исторический комитет занимался также реконструкцией истории страны в качестве средства формирования государственности страны. В 1946 году после обретения Филиппинский исторический комитет был передан под управление президента страны и позднее — в структуру Департамента образования. В течение этого времени было установлено около четырёхсот исторических мест по всему филиппинскому архипелагу. Комитет также занимался топонимическим исследованием и переименовывал общественные места в соответствии с историей страны.
В 1963 году правительством была создана ещё одна историческая организация под названием «Национальная героическая комиссия» (National Heroes Commission), которая занималась изучением деятельности известных личностей страны.
В 1965 году филиппинский Парламент издал Республиканский акт № 4368, согласно которому Филиппинский исторический комитет и Национальная героическая комиссия объединялись в единую организацию под названием «Национальная историческая комиссия Филиппин». Функциями новой организации стали публикация информации о героях страны, сбор в стране и за рубежом источников, касающихся истории страны, определение и сохранение важных исторических мест и их реконструкция, организация важных правительственных мероприятий, связанных с историей Филиппин, сбор исторических сведений о важных датах, жизни известных филиппинцев и документированных свидетельств. Национальной исторической комиссии также было поручено поощрение исторических научных исследований, переводы научных сочинений и руководство над изданием учебников по истории Филиппин.
В 1972 году после введения военного положения Фердинандом Маркосом Национальная историческая комиссия была переименована в Национальный исторический институт (National Historical Institute). 12 мая 2010 года президент Глория Макапагал-Арройо издала указ, которым возвратила прежнее название организации.